# Hydroptila hamata
Hydroptila hamata är en nattsländeart som beskrevs av Morton 1905. Hydroptila hamata ingår i släktet Hydroptila och familjen smånattsländor. Inga underarter finns listade i Catalogue of Life.